# Apatania parvula
Apatania parvula là một loài Trichoptera trong họ Apataniidae. Chúng phân bố ở miền Cổ bắc.